# Giovanni Greppi (architetto)
Giovanni Greppi (Milano, 19 settembre 1884 – Milano, 12 aprile 1960) è stato un architetto italiano, noto soprattutto per aver progettato alcuni dei più famosi sacrari militari in Italia.

## Biografia
Diplomatosi all'Accademia di Brera nel 1907 e formatosi nello studio di Raimondo D'Aronco, partecipò al concorso per la facciata della Stazione di Milano Centrale, classificandosi al secondo posto.
Si dedicò anche a campagne propagandistiche e pubblicitarie, dipingendo diverse acqueforti. Durante la prima guerra mondiale, ad esempio, produsse un manifesto per sostenere la raccolta di fondi per il prestito nazionale. Inoltre, nel 1924, partecipò, con numerosi altri artisti, al celebre catalogo Veni vd vici voluto dall'imprenditore Giuseppe Verzocchi.
Giovanni Greppi realizzò nel 1934/40 una città fabbrica per conto della Dalmine e, insieme a Giovanni Muzio, il Palazzo della Cassa di Risparmio delle Provincie Lombarde a Milano: conosciuto come “Palazzo delle Colonne” per via del lungo porticato in facciata, l'edificio posto all'angolo fra via Giuseppe Verdi e via Monte di Pietà è considerato dagli storici dell'architettura come uno dei più interessanti palazzi bancari realizzati a Milano fra le due guerre. Progettato dagli architetti Giovanni Greppi e Giovanni Muzio, il palazzo si caratterizza per l'adozione di soluzioni ingegneristiche e tecnologiche assolutamente innovative per l'epoca: elemento caratterizzante della costruzione è soprattutto il suo caveau, vero e proprio palazzo sotterraneo che si sviluppa sotto terra per cinque piani e circa 20 metri. Durante la seconda guerra mondiale, fu considerato il rifugio antiaereo più sicuro di Milano: qui furono ricoverate, a partire dal giugno 1940, alcune delle opere d'arte più preziose custodite nei musei milanesi. Suo anche il palazzo della Banca Popolare di Milano, situato in piazza Meda.
Negli anni '20 e '30 costruì in Val Vigezzo diverse ville private, in particolare quella per la sua famiglia, a Craveggia, località di villeggiatura dove si ritirò durante la guerra.
Morì nel 1960 a causa dei postumi di un incidente stradale occorsogli la primavera dell'anno precedente. Riposa nel cimitero di Craveggia. Il 2 novembre 2020 il suo nome è stato iscritto nel Famedio di Milano.

## Opere di rilievo
Acquisì fama internazionale con i sacrari militari: si era accostato al tema delle onoranze per i morti in guerra con il Sacrario militare del monte Grappa iniziato nel 1932 e terminato nel 1935. Nel frattempo il regime fascista aveva scelto di considerare i caduti come esempi di eroi fascisti con un prevalere dell'elemento retorico. Inoltre la commissione per la costruzione del Sacrario militare di Redipuglia, presieduta dal generale Cei, impose come architetto Giovanni Greppi e come scultore Giannino Castiglioni, i due costituirono una équipe affiatata per un sodalizio iniziato fin dall'epoca dell'Accademia, il 18 settembre 1938 Mussolini inaugurava il sacrario.
Sempre in collaborazione con Giannino Castiglioni realizzò anche i sacrari all'estero, in particolare quello di Bligny in Francia, per onorare i morti del corpo di spedizione italiano sul fronte della Marna.

## Edifici
- Stadio Giuseppe Sinigaglia, Como (1926)
- Palazzo della Banca Popolare di Milano in piazza Meda, Milano (1928)
- Palazzo della Cassa di Risparmio delle Provincie Lombarde in via Verdi, Milano (1933-1940 con Giovanni Muzio)
- Palazzo per uffici Innocenti, via Pitteri, 81, Milano (1939)[6]
- Chiesa di San Giuseppe, Dalmine
- Colonia marina "Dalmine" a Riccione

## Sacrari
Tutti i seguenti sacrari sono stati realizzati con la collaborazione dello scultore Giannino Castiglioni.
- Sacrario militare del Monte Grappa (1932)
- Sacrario militare di Timau (1936)
- Sacrario militare di Colle Isarco (1937)
- Sacrario militare di Pian di Salesei (1938)
- Sacrario militare di Caporetto (1938)
- Sacrario militare di Redipuglia (1938)
- Sacrario militare di Bezzecca (1938)
- Sacrario militare di San Candido (1939)
- Sacrario militare di Zara (1937-1939)
- Sacrario militare di Pola
- Cimitero militare italiano di Bligny
- Sacrario militare di Passo Resia (1939)

## Edifici per abitazioni
Il Greppi fu anche particolarmente attivo nella progettazione di edifici per abitazioni; in particolare si possono segnalare:
- Villa Greppi-Frizzi, Varenna (1914)
- Una serie di case in piazza Piemonte, Milano (1919)
- Villino in Corso Vercelli, 56, Milano (1919)
- Casa in Piazza Piemonte, 3 (1919)
- Casa in via Monferrato, 2 (1919)
- Villa Gagliano in Piazza Aspromonte, Milano (1919) (probabilmente demolita)
- Casa Collini, via Statuto, 12, Milano (1919)
- Villa Greppi, Craveggia (1924)
- Una serie di ville in Val Vigezzo (1924-1932)
- Casa Valeri-Piazza, via Goldoni, 11, Milano (1929)
- Casa fratelli Greppi, via Mameli, 20, Milano (1929)
- Casa Facetti-Suitermaister, via Carlo Poerio, 11, Milano (1930)

## Galleria d'immagini

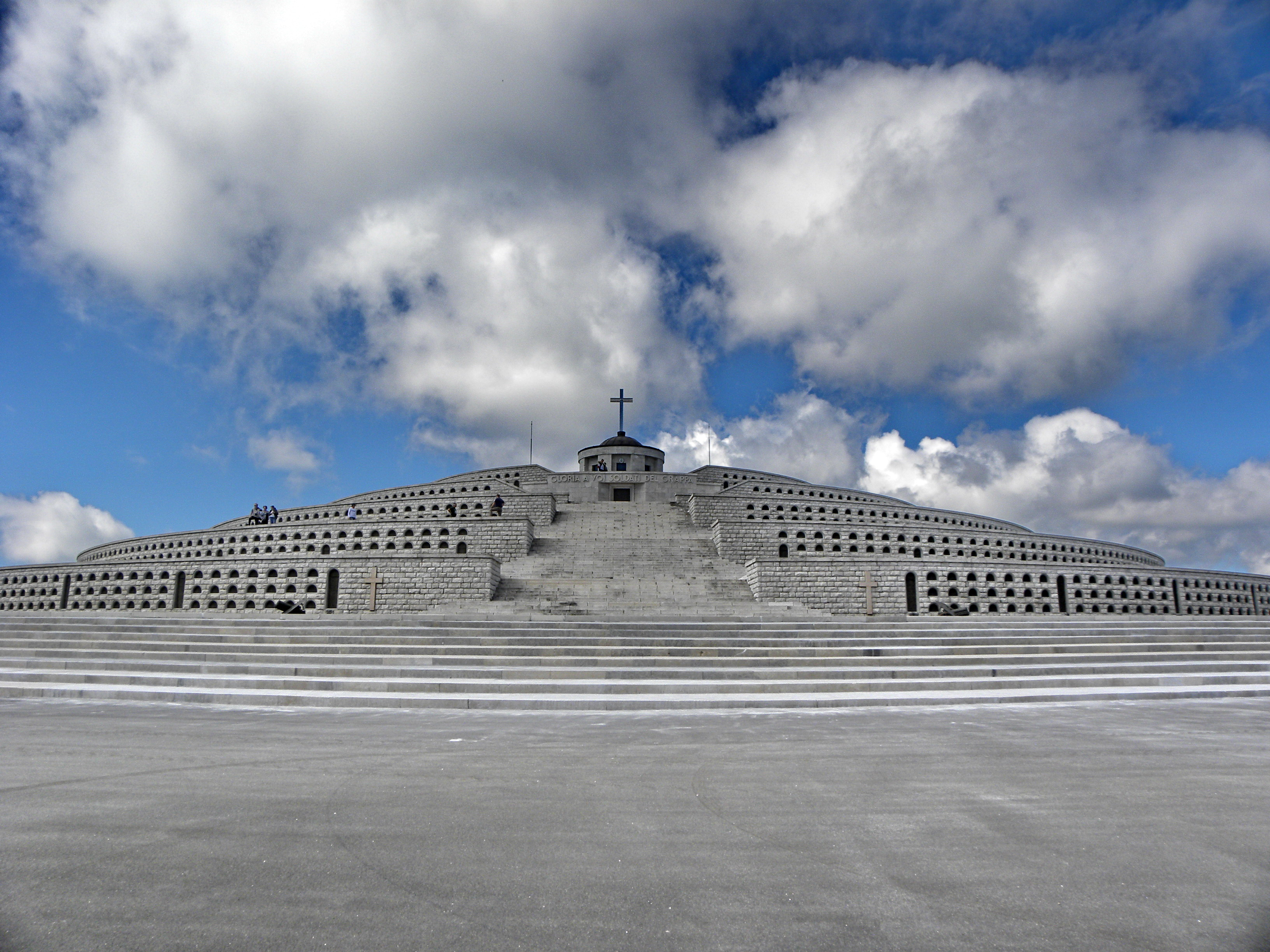
Sacrario del Monte Grappa
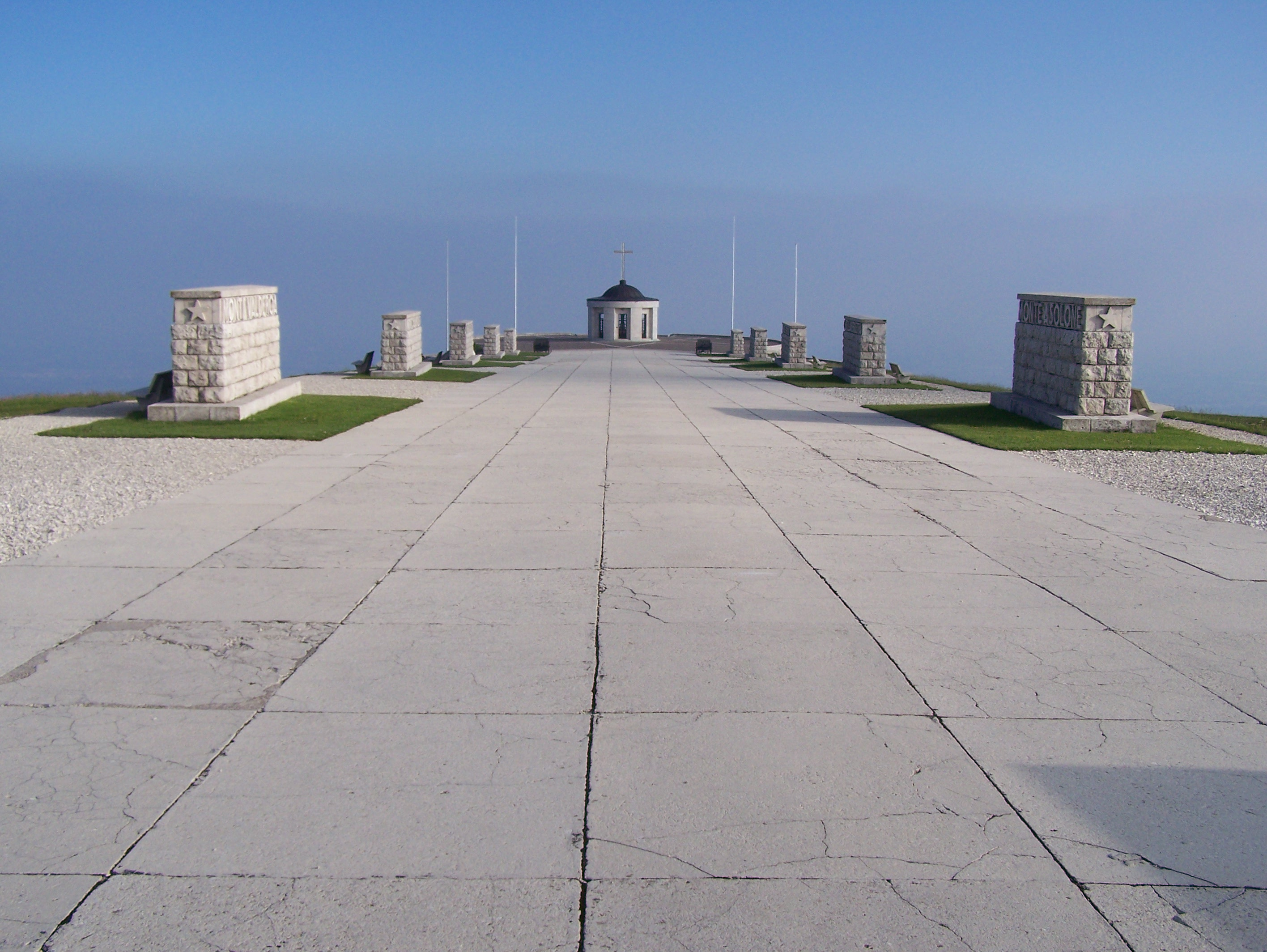
Sacrario del Monte Grappa
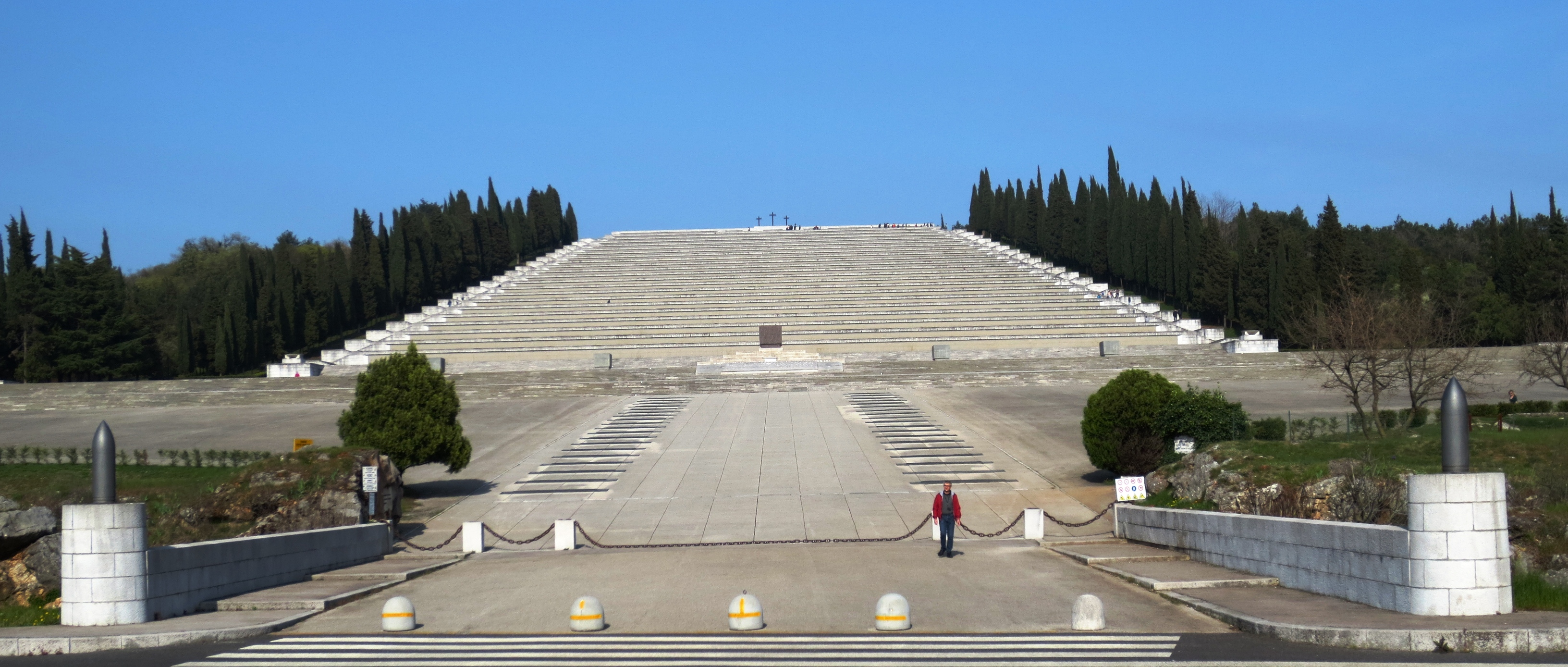
Sacrario di Redipuglia